# Siège d'Acapulco
Guerre d'indépendance du Mexique
Le Siège d'Acapulco eut lieu le 12 avril 1813 à Acapulco, dans l'État de Guerrero durant la guerre d'indépendance du Mexique. 
Après de violents combats entre forces rebelles et troupes royalistes, les rebelles parvinrent à assiéger et à occuper Acapulco. Les forces espagnoles se réfugièrent au Fort de San Diego, où elles purent résister jusqu'au mois d'août de cette même année quand fut signé un traité de reddition entre José María Morelos et Pedro Antonio Vélez, défenseur royaliste de la place de Acapulco. La victoire des insurgés fut déterminante car le port était un des plus importants du pays et une pièce essentielle de leur stratégie de guerre.

## Sources
- Zárate, Julio (1880), « La Guerra de Independencia », en Vicente Riva Palacio, México a través de los siglos, III volumen, México: Ballescá y compañía.